# Eupithecia occidua
Eupithecia occidua är en fjärilsart som beskrevs av Louis Beethoven Prout 1914. Eupithecia occidua ingår i släktet Eupithecia och familjen mätare. Inga underarter finns listade i Catalogue of Life.